# Щербицкий, Владимир Васильевич
Влади́мир Васи́льевич Щерби́цкий (укр. Володи́мир Васи́льович Щерби́цький; 17 февраля 1918 года, Верхнеднепровск, Екатеринославская губерния, Украинская народная республика Советов, РСФСР — 16 февраля 1990 года, Киев, Украинская ССР, СССР) — советский украинский государственный и партийный деятель. Первый секретарь ЦК КП Украины (1972—1989).
Член ВКП(б) с 1941 года, член Центральной ревизионной комиссии (1956—1961), член ЦК КПСС (1961—1990), член Политбюро ЦК КПСС (09.04.1971 — 20.09.1989, кандидат в члены 31.10.1961 — 13.12.1963 и с 06.12.1965). Депутат Верховного Совета СССР (1958—1989), член Президиума Верховного Совета СССР (1972—1989). Народный депутат СССР (1989—1990).
Дважды Герой Социалистического Труда (1974, 1977). Участник Великой Отечественной войны.

## Биография

### Ранние годы

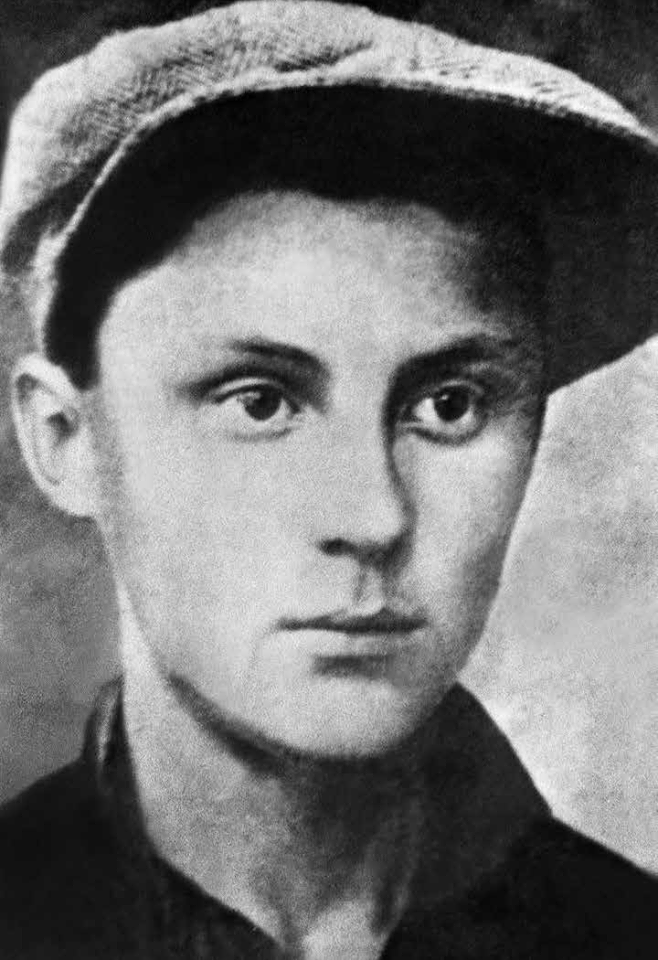
Владимир Щербицкий в юности. 1930-е годы

Родился в Верхнеднепровске, через 2 недели после первого установления в городе советской власти. Некоторое время родители Щербицкого проживали на одной улице с родителями Л. И. Брежнева, который в будущем сыграл немалую роль в политическом восхождении их сына.
Со школьных лет был комсомольским активистом, член ВЛКСМ с 1931 года. В 1934 году, ещё будучи школьником, стал инструктором и агитатором райкома комсомола. В 1936 году поступил в основанный за шесть лет до того Днепропетровский химико-технологический институт (ныне — Украинский государственный химико-технологический университет), на механический факультет, образованный в 1933 году с единственной специальностью — «оборудование химических заводов». Во время обучения работал чертёжником, конструктором, машинистом компрессоров на заводах Днепропетровска. На последнем курсе института, в 1941 году, стал членом ВКП(б).

### Великая Отечественная война
С началом войны в июле 1941 года был мобилизован в ряды Красной армии и, как выпускник высшего учебного заведения химического профиля, отправлен на краткосрочные курсы при Военной академии химической защиты им. Ворошилова, которая в тот период находилась в эвакуации в Самарканде. После выпуска лейтенант Щербицкий был назначен начальником химической службы 34-го стрелкового полка 473-й стрелковой дивизии Закавказского фронта, которая по состоянию на ноябрь 1941 года находилась на стадии формирования в районе городов Баку и Сумгаит (Азербайджан). 8 января 1942 года дивизия была переименована в 75-ю стрелковую, а в апреле того же года введена на территорию Ирана. Штаб 34-го стрелкового полка, в котором нёс службу лейтенант Щербицкий, разместился в городе Хой.
В марте 1943 года В. В. Щербицкий был переведён в химический отдел штаба Закавказского фронта, где прослужил до конца войны. В октябре 1944 года был награждён медалью «За оборону Кавказа». В августе 1945 года Закавказский фронт был преобразован в Тбилисский военный округ. Последняя армейская должность Щербицкого — помощник начальника химического отдела штаба округа по боевой подготовке. В декабре 1945 года уволен в запас в звании капитана.

### Послевоенная партийная работа в Днепропетровской области

#### Днепродзержинск
С 1946 года Владимир Щербицкий — на партийной работе в Днепродзержинске. В возрасте 28 лет он стал секретарём партбюро Днепродзержинского коксохимического завода. В январе 1948 года его утверждают заведующим организационно-инструкторского отдела Днепродзержинского горкома КП(б)У. А уже через семь месяцев, в августе 1948 года, избирают вторым секретарём горкома. Именно в этот период состоялось знакомство Щербицкого с Леонидом Брежневым, который тогда возглавлял Днепропетровский обком партии.
В 1951—1952 годах Щербицкий — парторг Днепровского металлургического завода им. Ф. Э. Дзержинского. В 1952 году его назначают первым секретарём Днепродзержинского горкома партии. В том же году Владимир Васильевич принимает участие в  работе XVII съезда КП(б)У, на котором его избирают членом Центральной ревизионной комиссии Компартии Украины. По воспоминаниям председателя горисполкома Днепродзержинска М. М. Ктитарева, возглавляя Днепродзержинский горком, Щербицкий был инициатором реабилитации и восстановления в партии бывших подпольщиков и молодых фронтовиков, которые во время войны некоторое время находились на оккупированной территории.

#### Днепропетровск
В феврале 1954 года Владимира Щербицкого избирают вторым секретарём Днепропетровского обкома КПУ. На этой должности он занимался вопросами кадров и промышленности, в частности, завода № 586 (ныне известного как «Южмаш»). В ноябре 1955 года Щербицкий становится первым секретарём Днепропетровского обкома. На XVIII съезде Компартии Украины (23—26 марта 1954 года) он был избран кандидатом в члены, а на ХІХ съезде (17—21 января 1956 года) — членом ЦК КПУ. В начале 1956 года Щербицкий, как делегат с решающим голосом, участвует в работе XX съезда КПСС. Тогда же, на XX съезде он избирается членом Центральной ревизионной комиссии и лично знакомится с Н. С. Хрущёвым.
Кроме того, Щербицкий в 1957 году присутствовал на двух важных Пленумах ЦК КПСС: на июньском пленуме, на котором Хрущёву удалось отстоять власть в борьбе с «Антипартийной группой», руководитель Днепропетровщины подписался под обращением членов Центральной ревизионной комиссии к ЦК КПСС, в котором вместе с коллегами «решительно отверг» «клеветнические заявления антипартийной группы, пытавшейся опорочить генеральную линию и деятельность первого секретаря ЦК КПСС тов. Хрущёва Н. С.»; а также на октябрьском пленуме, по решению которого  Г. К. Жуков был снят с должности министра обороны СССР и выведен из состава руководящих органов партии и государства.
В 1957 году Щербицкому была предложена должность посла СССР в Венгрии (очевидно, по причине его знакомства с новым лидером Венгрии Яношем Кадаром — они познакомились весной 1955 года, когда Кадар во главе группы венгерских коммунистов посетил Днепропетровск с целью «обмена опытом партийной работы»). Щербицкий отказался от предложения, ссылаясь на отсутствие у себя опыта дипломатической работы, однако первый секретарь ЦК КПУ А. И. Кириченко настаивал на назначении. Ситуацию развязал Хрущёв: «Что ты к человеку пристал? Ну, не хочет он быть послом, вот и оставь его в покое».

### В руководящих органах Украины

#### Секретарь ЦК КПУ
4 декабря 1957 года 39-летний Владимир Щербицкий становится секретарём ЦК КПУ, и одновременно членом его Президиума. В ведении Владимира Васильевича оказались вся промышленность (в том числе и оборонная) и строительная отрасль Украинской ССР. 14—15 июля 1959 года состоялся Пленум ЦК КПУ, который заслушал доклад Щербицкого «Задачи Коммунистической партии Украины по выполнению решений июньского Пленума Центрального Комитета КПСС». В докладе отмечалось, что на Украине создано немало машин, приборов и средств автоматизации, на многих предприятиях внедрены более прогрессивные технологические процессы, введены в эксплуатацию автоматические и поточные линии, специальные участки по изготовлению средств механизации. Наряду с этим указывалось на серьёзные недостатки во внедрении технического прогресса, в частности, на техническую отсталость многих угольных шахт, несовершенство угольных комбайнов и породопогрузочных машин. Секретарь ЦК КПУ требовал установить эффективный контроль за производством средств производства, а тех, кто будет выпускать устаревшую, некомплектную или бракованную продукцию, призвал строго наказывать, злостных бракоделов — судить.
16 февраля 1958 года, накануне своего 40-летия, Щербицкий был награждён орденом Ленина.

#### Председатель Совета министров УССР
28 февраля 1961 года Владимир Щербицкий был назначен председателем Совета министров Украинской ССР. В том же году был досрочно сдана в эксплуатацию Кременчугская ГЭС. В ноябре 1962 года было создано Министерство энергетики и электрификации УССР, позднее — Министерство заготовок, Республиканское объединение по продаже сельскохозяйственной техники, запасных частей, минеральных удобрений и других материально-технических средств, организации ремонта и использования машин в колхозах и совхозах («Укрсельхозтехника»). В докладе на августовском 1962 года Пленуме ЦК КПУ Щербицкий призвал поставить производство сельскохозяйственной техники на прочную индустриальную основу, улучшить разработку новых, наиболее экономичных, дешевых и надежных в эксплуатации машин и оборудования. Стремительно развивались транспортная отрасль и строительство автодорог. Была завершена реконструкция и строительство автомобильно-троллейбусной дороги Симферополь–Алушта–Ялта. В 1961 году было открыто регулярное троллейбусное сообщение в Крыму, что значительно улучшило транспортное обслуживание отдыхающих. Совмин принял решение начать частичную реконструкцию и строительство дороги Ялта–Алупка. Колхозы получили значительные льготы по уплате подоходного налога от реализации продуктов животноводства. В следующем году для колхозов были снижены цены на строительные материалы, металл и металлоконструкции. Вместе с тем повышены в среднем на 35%, государственные закупочные цены на молоко, молочную продукцию, скот и птицу. Колхозам была отсрочена до шести лет задолженность Госбанка СССР, предоставлялись краткосрочные кредиты для покупки минеральних удобрений, семян многолетних трав, молодняка крупного рогатого скота и т.п. Была списана задолженность колхозов за приобретенную у МТС и РТС технику, оборудование, помещения на общую сумму 180 млн руб. По решению Совета министров Украины было проверено состояние бытового обслуживания сельского населения, совместно с облисполкомами были приняты меры по устранению недостатков.
В октябре 1961 года на ХХІІ съезде КПСС 43-летний Владимир Щербицкий стал членом ЦК КПСС и кандидатом в члены его Президиума. Он был избран в состав президиума съезда, председательствовал на одном из заседаний. После обсуждения доклада Н. С. Хрущева Щербицкий внёс предложение «целиком и полностью одобрить политический курс и практическую деятельность Центрального Комитета Коммунистической партии Советского Союза в области внутренней и внешней политики».
28 июня 1963 года был опубликован Указ Президиума Верховного Совета УССР об «освобождении тов. Щербицкого В. В. от обязанностей председателя Совета министров Украинской ССР в связи с переходом на другую работу». Отставка Щербицкого была спровоцирована его негативным отношением к ряду «новаторств» Хрущёва, в частности, разделению обкомов на промышленные и сельскохозяйственные. Критически относился Щербицкий также к деятельности совнархозов, не всегда обоснованным расчетам Госплана СССР при установлении Украине объёмов продажи зерна, заготовок животноводческой продукции. Недовольство Хрущева также вызвал доклад руководителя украинского правительства о состоянии народного хозяйства республики.

### Возвращение в Днепропетровск
Уйдя в отставку с поста председателя Совмина Украины, Щербицкий перенёс инфаркт миокарда. Однако ещё даже не закончив реабилитации, он выехал в Днепропетровск, где занял должность первого секретаря местного промышленного обкома партии. Вместе с должностью Председателя Совета министров УССР Щербицкий потерял и статус кандидата в члены Президиума ЦК КПСС, оставшись при этом членом Президиума ЦК КПУ и членом ЦК КПСС.
14 октября 1964 года состоялся Пленум ЦК КПСС, на котором Хрущёв был отправлен в отставку с должностей первого секретаря ЦК КПСС и председателя Совета министров СССР. Решение было принято единогласно, поддержал его и Щербицкий.

### Возвращение в руководящие органы Украины

#### Вновь председатель Совета министров Украинской ССР
15 октября 1965 года Щербицкий был вновь назначен на должность председателя Совета министров Украинской ССР, а ещё через два месяца снова стал кандидатом в члены Президиума (с апреля 1966 года — Политбюро) ЦК КПСС.
На XXIII съезде КПСС (29 марта – 8 апреля 1966) В. В. Щербицкий был избран (вместе с П. Е. Шелестом, первым секретарём ЦК КПУ) в Президиум съезда, председательствовал на вечернем заседании 4 апреля, вошел в состав Комиссии для рассмотрения поправок и дополнений к проекту Директив съезда по пятилетнему плану развития народного хозяйства СССР на 1966–1970, выступил с речью, в которой подробно изложил состояние экономики республики. После XXIV съезда КПСС Щербицкий был избран членом Политбюро ЦК КПСС. Объяснялось такое кадровое решение тем, что Украина — большая республика, решает очень серьёзные задачи, поэтому такое её представительство в Политбюро ЦК КПСС целесообразно.

#### Первый секретарь ЦК КПУ
В мае 1972 года П. Е. Шелест был переведён в Москву на должность заместителя председателя Совета министров СССР, а первым секретарём ЦК КП Украины вместо него стал В. В. Щербицкий.

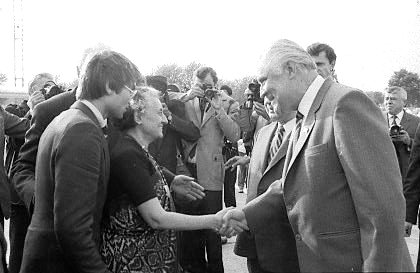
Первый секретарь ЦК КП Украины В. В. Щербицкий встречает Индиру Ганди. Киев, 1982 год. Фото А. Т. Бормотова.

В 1985 году в составе советской делегации Щербицкий находился с государственным визитом в США, где встречался с Рональдом Рейганом.
С 1986 года Щербицкий подвергался серьёзной критике в связи с неблаговидной ролью в сокрытии масштабов катастрофы на Чернобыльской АЭС. Он был одним из тех, кто пытался засекретить данные о реальных размерах аварии. Кроме того, несмотря на своё нежелание, Щербицкий вынужден был отдать приказ провести на улицах Киева первомайскую демонстрацию. Он был заложником обстоятельств, так как получил приказ из ЦК КПСС и лично от М. С. Горбачёва — чтобы не создать панику, ни в коем случае не разглашать информацию о Чернобыле. На вышеупомянутой первомайской демонстрации Щербицкий присутствовал на трибуне вместе со своими внуками.
28 сентября 1989 года Щербицкий по настоянию Горбачёва ушёл в отставку с должности первого секретаря Компартии Украины, его сменил Владимир Ивашко.
За годы, когда Щербицкий находился на высших руководящих постах, почти в четыре раза вырос экономический потенциал УССР. Объёмы промышленного производства увеличились почти в пять раз. Практически в два раза увеличилась за это время продукция сельского хозяйства, к концу 1980-х годов производился 51 миллион тонн зерна в год — больше тонны на человека. Численность населения Украинской ССР увеличилась с 43,1 млн в 1961 году до 52 млн в 1990 году, или почти на 9 миллионов человек. Щербицкий много сделал для украинской культуры: на Украине было 60 % украиноязычных школ и 40 % — русскоязычных, развивались Государственный ансамбль танца Украинской ССР и Государственный украинский народный хор, множились самодеятельные коллективы и библиотеки, реставрировался Академический театр оперы и балета УССР, ведущим футбольным клубом СССР стало киевское «Динамо». В то же время в республике происходило активное подавление диссидентов, под запретом были националистическая идеология и греко-католичество.

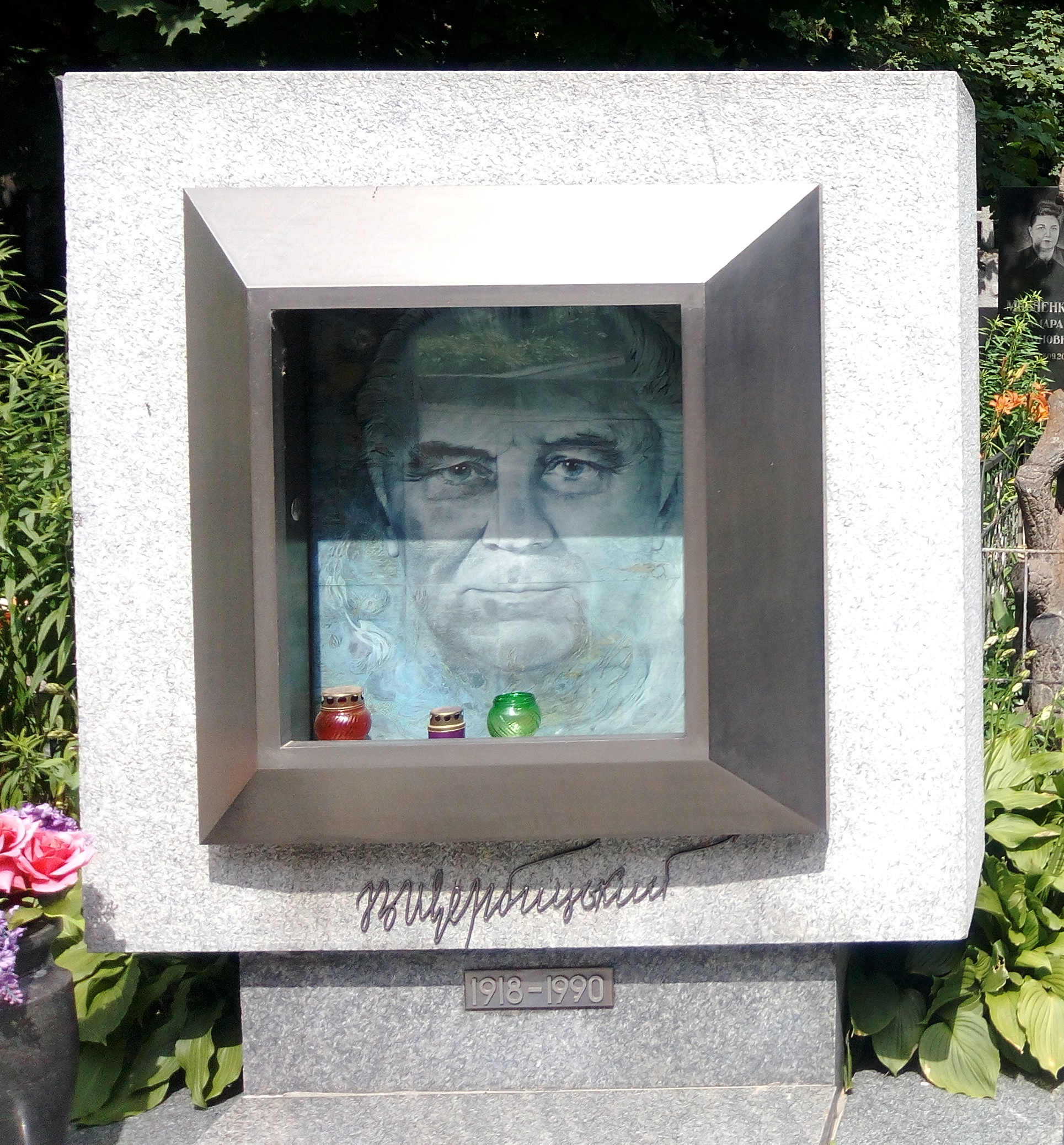
Могила Владимира Щербицкого на Байковом кладбище

16 февраля 1990 года — через 5 месяцев после отставки и за день до своего 72-летия — Владимир Щербицкий скончался. Согласно официальной версии, причиной смерти стало воспаление лёгких. Многие знавшие Щербицкого люди выдвигали версию о самоубийстве, которую, впрочем, категорически отвергала вдова покойного, Ариадна Гавриловна.
Прощальная записка жене:

«Дорогая Радуся!

1. Это все наши сбережения – 55–60 тысяч рублей в сейфе, которыми ты должна мудро распорядиться (мама, ты, Вовочка, дети).

2. Ордена, медали, грамоты, военный ремень, полевую сумку и военную фуражку – прошу сохранить как семейные реликвии.

3. Пистолеты, которые нужно сделать небоеспособными, – так же. Всё другое — нужно сдать.

4. Ружья подари друзьям. Карабин — верни МВД.

Во всём другом разберись, пожалуйста, сама. Друзья помогут. Целую тебя моя дорогая, крепко, крепко».— 
Похоронен на Байковом кладбище в Киеве.

## Личная жизнь

### Семья

#### Родители
- Отец — Василий Григорьевич Щербицкий (1890—1949) — работал токарем по металлу, впоследствии — заведующим небольшой электростанцией, которая обслуживала местную больницу. Во время немецкой оккупации Верхнеднепровска в доме Василия Щербицкого находилась партизанская явка, где подпольщики местной группы встречались с секретарём Днепропетровского подпольного обкома КП(б)У Н. И. Сташковым[33][34]. В 1945 году Василий Григорьевич и его супруга были награждены медалями «Партизану Отечественной войны» I степени. Погиб вследствие несчастного случая на электростанции. Когда в 1960-х возле Днепродзержинска началось строительство новой плотины через Днепр, и местность, на которой находился родной дом Щербицкого и могилы его отца, деда и бабки должна была уйти под воду, прах его родных был перенесён на новое городское кладбище Верхнеднепровска, где впоследствии была похоронена и его мать.
  - Дед — Григорий Кондартьевич Щербицкий (?—?)[35].
  - Бабушка — Анна Ивановна Щербицкая (?—?)[35].
- Мать — Татьяна Ивановна Щербицкая (урождённая Чепа) (1898—1990) — происходила из крестьянской семьи, имела 4-классное начальное образование, всю жизнь прожила в небольшом домике в Верхнеднепровске[36].

#### Братья
- Брат — Георгий (1922—1943) — в 1940 году был призван в ряды Красной армии, во время Великой Отечественной войны воевал в партизанском отряде на территории Белоруссии, где в 1943 году погиб в бою и был похоронен неподалёку от Минска[9][37].
- Брат — Борис (1931—1994) — доктор экономических наук, профессор. Сначала жил в Днепродзержинске, потом переехал в Киев. Похоронен на Байковом кладбище[38].

#### Жена, дети, внуки
- Жена — Ариадна Гавриловна Щербицкая[укр.]* (урождённая — Жеромская; 15 ноября 1923, Таганрог — 11 ноября 2015, Киев[39]) — школьный педагог, заслуженный учитель Украины. Родом из семьи инженера Гавриила Сигизмундовича Жеромского, поляка по национальности, который занимал руководящие должности на ряде машиностроительных предприятий. Образование получила в Тбилисском государственном университете по специальности «филолог-русист», за год до замужества окончила Тбилисское педагогическое училище. Брак был зарегистрирован 13 ноября 1945 года[40] в 13:00 в Тбилиси, где 27-летний капитан Щербицкий проходил службу. После переезда семьи в Киев в 1972 году и до выхода на пенсию Ариадна Гавриловна почти 30 лет работала учителем русского языка и литературы в средней школе № 57 по улице Прорезной, 19. Скончалась после тяжёлой и продолжительной болезни, перенеся в 2010 году инсульт. Похоронена на Байковом кладбище в Киеве.
  - Сын — Валерий (1946—1991), страдал алкогольной и наркотической зависимостью, всего на год пережил отца[41].
    - Внуки — Владимир, Юлия, Юрий[40].

  - Дочь — Ольга (28 октября 1953 — 22 ноября 2014), филолог, окончила факультет романо-германской филологии КГУ им. Тараса Шевченко, работала школьным учителем, последние годы жизни посвятила уходу за прикованной к постели матерью. Скончалась в киевской больнице «Феофания» после тяжёлой и продолжительной болезни[42].
    - Внучка — Радослава[40].

### Характер, увлечения, хобби
Несмотря на занимаемые им высшие должности как в республике, так и в целом в СССР, Щербицкий вёл неприхотливый образ жизни. Так, после назначения на должность председателя Совмина УССР он отказался, по заведённому обычаю, переехать в 16-комнатный особняк на Тимофеевской улице в Киеве. По его распоряжению, здание было передано детскому саду. Сам Щербицкий с семьёй поселился в квартире дома дореволюционной постройки на Десятинной улице, позже переехал в квартиру на улице Карла Либкнехта.
Будучи довольно жёстким руководителем, Щербицкий стремился держать подчиненных «в тонусе», часто критиковал (хотя, в отличие от предшественника, избегал «крутых» разносов и «накачек», редко повышал голос). В разговоре, по воспоминаниям очевидцев, был спокоен, говорил ровным голосом, всегда давал возможность высказаться собеседнику.
Главным увлечением Щербицкого, ещё со времён детства в Верхнеднепровске, было разведение голубей. В Киеве имел голубятню на Десятинной улице, а впоследствии — и во дворе дома на Карла Либкнехта. Каждое утро перед тем, как отправляться на работу, заходил проведать своих любимцев.
Увлекался футболом, болел за киевское «Динамо», часто посещал матчи команды на центральном стадионе Киева. Именно по протекции Щербицкого в «Динамо» был приглашён Валерий Лобановский, который впоследствии стал наиболее успешным тренером в истории клуба.
Регулярно поддерживал себя в должной физической форме: делал утреннюю гимнастику, играл в большой теннис. Любил классическую музыку, в детстве сам играл на трубе.

## Отзывы
По словам В. В. Гришина и И. В. Капитонова, а также бывшего председателя КГБ В. В. Федорчука, именно Щербицкого Л. И. Брежнев видел своим преемником и хотел предложить его на должность генерального секретаря ЦК КПСС в ноябре 1982 года.

 «После избрания Ю. В. Андропова секретарём ЦК КПСС его преемником на посту председателя Комитета государственной безопасности СССР стал В. В. Федорчук. Он был переведён с должности председателя КГБ УССР. Наверняка по рекомендации В. В. Щербицкого, наиболее, пожалуй, близкого человека к Л. И. Брежневу, который, по слухам, хотел на ближайшем пленуме ЦК рекомендовать Щербицкого Генеральным секретарём ЦК КПСС, а самому перейти на должность Председателя ЦК партии».— В. В. Гришин

Что-то иезуитское, двоедушное стал я замечать в нём. Сегодня в разговоре высмеивает уничтожителя Ватченко, а завтра делает его Председателем Верховного Совета. Защищённый Брежневым, он мог бы оказать сопротивление даже Суслову, когда тот навязал в секретари ЦК Маланчука, этого патологического ненавистника украинской культуры. Напротив, именно В. В. дал волю разгуляться маланчуковщине бесконтрольно... Это он выгнал украинский язык из пленумов ЦК... А вообще В. В. — тоже трагическая фигура. Каждый из украинских лидеров, оказавшись на вершине, должен был выбирать: будет ли он работать на Украину или на Москву. И, конечно, каждый (разве что за исключением Скрыпника) выбирал последнюю.Оригинальный текст (укр.)Щось єзуїтське, двоєдушне став я помічати в ньому. Сьогодні в розмові висміює нищителя Ватченка, а завтра робить його Головою Верховної Ради. Захищений Брежнєвим, він міг би вчинити опір навіть Суслову, коли той нав’язав у секретарі ЦК Маланчука, цього паталогічного ненависника української культури. Навпаки, саме В. В. дав волю розгулятися маланчуківщині безконтрольно... Це він вигнав українську мову з пленумів ЦК... А загалом В. В. — теж трагічна постать. Кожен з українських лідерів, опинившись на вершині, мав вибирати: працюватиме він на Україну чи на Москву. І, звичайно, кожен (хіба що за винятком Скрипника) вибирав останню.
— О. Т. Гончар.

«Щербицкий всегда говорил, что думает. ВВ жёстко подбирал кадры, и любимчиков у него не было. Метод работы у Щербицкого был такой: заметил способного человека — сразу же перебрасывал его на другой, более ответственный участок. Мол, умеешь плавать — выплывешь».— К. И. Масик.

## Память

Бюст в Верхнеднепровске

- Ещё при жизни ему, как дважды Герою Социалистического Труда, на центральной площади родного города  Верхнеднепровска был открыт бюст. Несмотря на приглашение, на его открытие Щербицкий не приехал.
- В 2003 году, в связи с 85-летием со дня рождения, на его родине в Верхнеднепровске прошли торжественные мероприятия: в его честь была открыта «мемориальная доска и названа одна из площадей города (во время процесса декоммунизации» переименована в площадь Александра Поля).
- 15 февраля 2013 года к 95-летию со дня рождения Щербицкого в Киеве, на доме № 8 по Десятинной улице, где он проживал, была открыта мемориальная доска[49] (14 июня 2014 года демонтирована).
- Имя Щербицкого в 2003—2016 годах носила одна из улиц Днепропетровска[50].
- До 2016 года имя Щербицкого носила одна из улиц Днепродзержинска[51].
- Имя Щербицкого носило Днепропетровское областное общество голубеводов, в честь 80-летия со дня его рождения на главной голубятне области был установлен памятный знак[52].

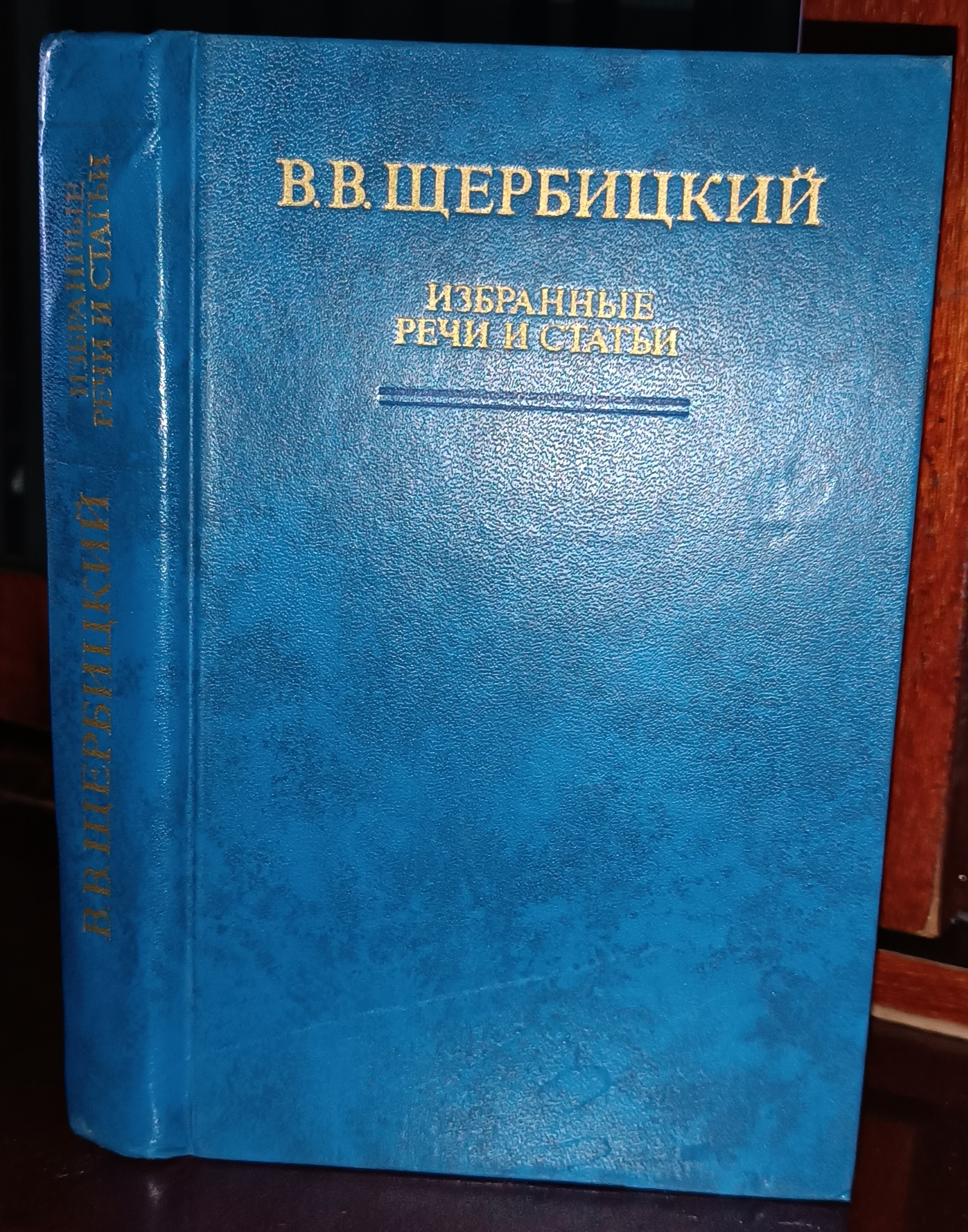
В. В. Щербицкий. Избранные речи и статьи (1978)

## Публикации
- В. В. Щербицкий. Избранные речи и статьи. М.: Издательство политической литературы, 1978, 624 стр. 1 л. портр.

## Комментарии
1. ↑  17 февраля Щербицкий должен был давать свидетельские показания в Верховном Совете УССР о событиях, связанных с аварией на Чернобыльской АЭС.